# 中映
中映株式会社（ちゅうえい、1944年3月13日 設立 - 2013年2月15日合併消滅）は、日本の映画・演劇・演芸の興行会社である。松竹系列企業として東京・浅草で浅草中映劇場など５館を運営していたが、2013年に松竹に吸収合併し解散した。

## 略歴

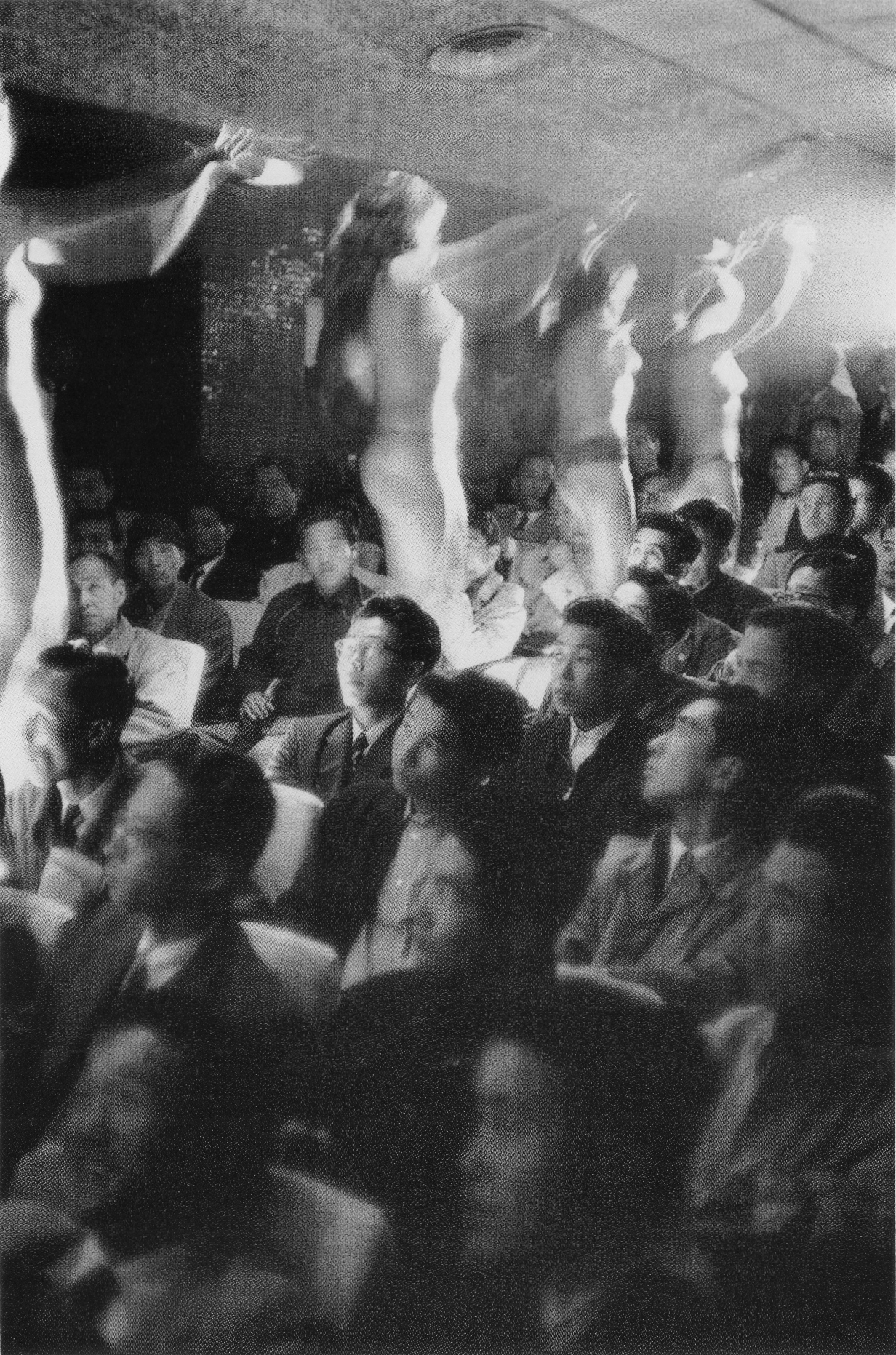
『カジノ座にて』(1956年、田沼武能撮影)

- 1944年（昭和19年）3月13日 - 松竹の関連会社として設立された。
- 1949年（昭和24年）2月 - ストリップ劇場の浅草座を浅草新劇場地下に開場。
- 1951年（昭和26年）11月 - ストリップ劇場の美人座（浅草小劇場、ショー劇場の跡）を国際通り沿いに開場。
- 1952年（昭和27年）11月23日 - ストリップ劇場のカジノ座を大勝館地下に開場。
- 1954年（昭和29年） - 美人座を閉鎖。
- 1964年（昭和39年）10月 - 浅草新劇会館地下に浅草世界館を開場。
- 1965年（昭和40年） - 大勝館を合併。[3]常盤座を松竹から移管、「トキワ座」と改称。
- 1971年（昭和46年）10月12日 - 大勝館を閉館。カジノ座を浅草新劇会館地下（浅草座跡）に移転。同年、電気館を松竹から移管。
- 1972年（昭和47年）12月 - 大勝館跡地に浅草中映ボウル[注 1]を開場。中映インドアゴルフを併設。
- 1976年（昭和51年）2月29日 - 電気館、千代田館を閉鎖。
- 1981年（昭和56年） - 浅草中映ボウルを閉鎖する。
- 1984年（昭和59年） - 「トキワ座」を閉鎖する。
- 1998年（平成10年） - 松竹に買収され、松竹の完全子会社となる。[3]
- 2001年（平成13年） - 浅草中映ボウル（旧大勝館）建物を譲渡、演芸場「浅草大勝館」となる。
- 2012年（平成24年）10月21日 - 浅草新劇場ならびに浅草中映劇場、浅草名画座を閉館して経営する映画館は消滅[5]。10月31日、事業会社としての業務を終了。
- 2013年（平成25年）2月15日 - 松竹に吸収合併（存続会社は松竹）。[3]

## 事業場

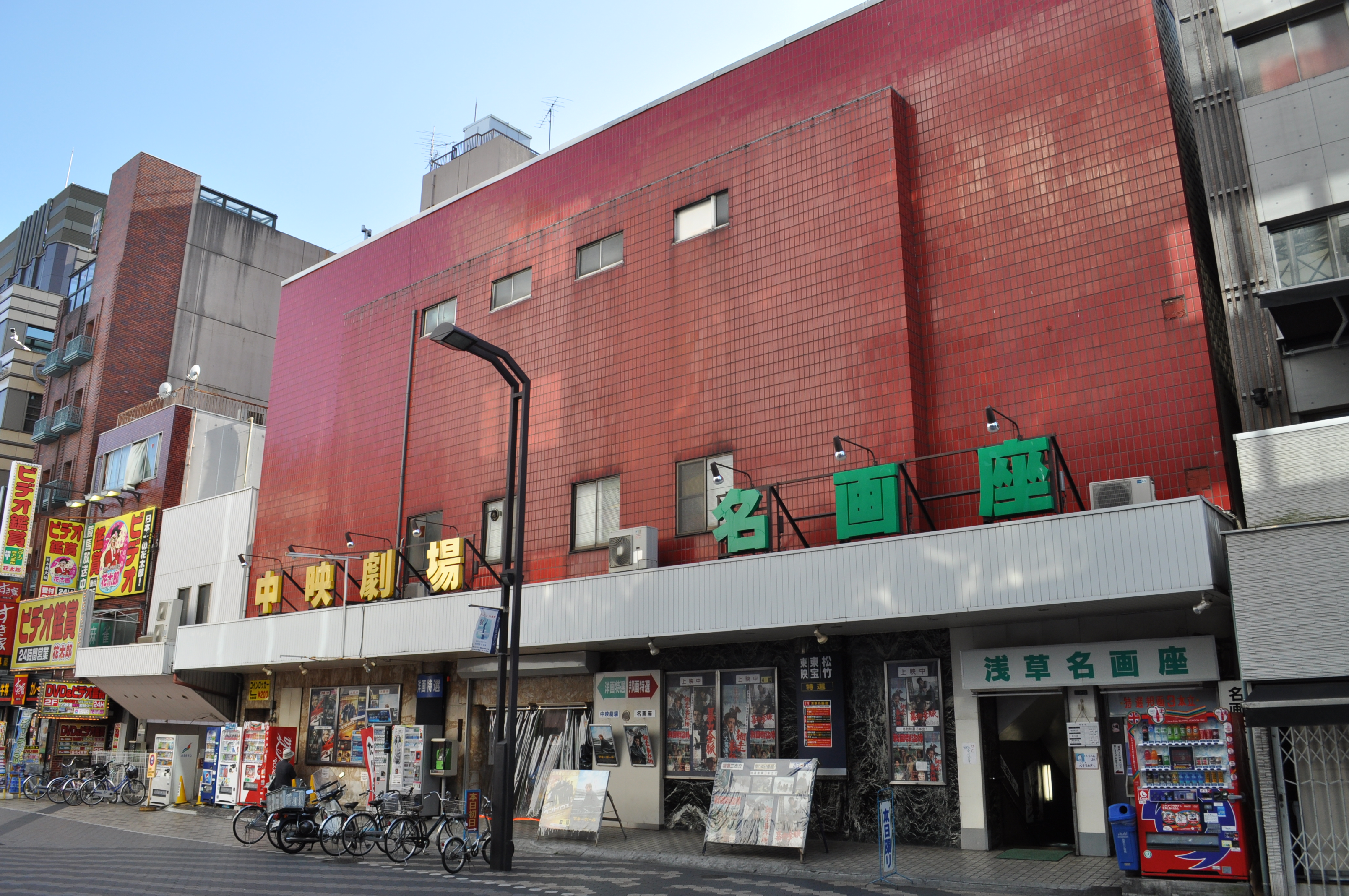
浅草中映劇場名画座

### 最後まで営業していた事業場
※これらが立地していた2サイト・5スクリーンは閉館後に解体・再開発が行われ、令和改元後の2020年に『浅草六区松竹ビル』が竣工。同ビル内に『浅草ビューホテル アネックス六区』が2023年3月18日にグランドオープンしている。
- 浅草新劇場 - 名画座 （東京都台東区浅草2-9-11 浅草新劇会館1階）(2012年10月21日閉館）[1][5]
- 浅草世界館 - 成人映画 （東京都台東区浅草2-9-11 浅草新劇会館地階）(2012年9月25日閉館)[1][5]
- 浅草名画座- 名画座 （東京都台東区浅草2-9-12 浅草中劇会館地階）定員262人　(2012年10月21日閉館)[1][5]
- 浅草中映劇場 - 名画座 （東京都台東区浅草2-9-13 浅草中劇会館1階）定員394人　(2012年10月21日閉館)[1][5]
- 浅草シネマ - 成人映画 （東京都台東区浅草2-9-8 浅草新劇会館地階）(2012年9月17日閉館)　[1][5]

### かつての事業場
- 常盤座 - 映画館 （東京都台東区浅草1-26）⇒ ROX3
- 大勝館 - 映画館 （東京都台東区浅草2-10-1）⇒ 浅草大勝館 ⇒ ドン・キホーテ
- 電気館 - 映画館 （東京都台東区浅草1-42-4）⇒ 浅草電気館パシフィックコート
- 浅草カジノ座 - ストリップ劇場 ⇒ 移転して業態変更、浅草シネマ（2012年9月閉館）
- 千代田館 - 映画館 ⇒ 浅草電気館パシフィックコート
- 浅草美人座 - ストリップ劇場 ⇒ 三平ストア

## 註記